# Olympische Sommerspiele 1976/Teilnehmer (Saudi-Arabien)
| Gelbes Symbol für Goldmedaillen mit stilisierten Olympischen Ringen | Graues Symbol für Silbermedaillen mit stilisierten Olympischen Ringen | Braundes Symbol für Bronzemedaillen mit stilisierten Olympischen Ringen |
| ------------------------------------------------------------------- | --------------------------------------------------------------------- | ----------------------------------------------------------------------- |
| —                                                                   | —                                                                     | —                                                                       |

Saudi-Arabien nahm an den Olympischen Sommerspielen 1976 in Montreal mit einer Delegation von 14 männlichen Athleten an 13 Wettkämpfen in der Leichtathletik teil. Eine Medaille wurde nicht gewonnen.

## Teilnehmer nach Sportarten

### Leichtathletik
- Mohamed al-Sehly
100 m: Vorläufe
4 × 100-m-Staffel: Vorläufe

- Hamed Ali
200 m: Vorläufe
4 × 100-m-Staffel: Vorläufe
4 × 400-m-Staffel: Vorläufe

- Ahmed al-Assiri
400 m: Vorläufe
4 × 400-m-Staffel: Vorläufe

- Attiya al-Qahtani
800 m: Vorläufe

- Sheikr al-Shabani
1500 m: Vorläufe

- Raja Faradj al-Shalawi
10.000 m: Rennen im Vorlauf nicht beendet

- Kamil al-Abbasi
400 m Hürden: Vorläufe
4 × 400-m-Staffel: Vorläufe

- Mohamed Ali al-Malky
4 × 100-m-Staffel: Vorläufe

- Salem Khalifa
4 × 100-m-Staffel: Vorläufe

- Hassan Masallam
4 × 400-m-Staffel: Vorläufe

- Mohamed al-Bouhairi
Dreisprung: in der Qualifikation ausgeschieden

- Ghazi Saleh Marzouk
Hochsprung: in der Qualifikation ausgeschieden

- Saad al-Bishi
Kugelstoßen: in der Qualifikation ausgeschieden

- Mahmoud al-Zabramawi
Diskuswurf: in der Qualifikation ausgeschieden